# Lars Michaelsen (fodboldspiller)
 Der er for få eller ingen kildehenvisninger i denne artikel, hvilket er et problem. Du kan hjælpe ved at angive troværdige kilder til de påstande, som fremføres i artiklen.

Lars Michaelsen (født 1. marts 1986) er en dansk professionel fodboldspiller, hvor hans primære position er på midtbanen og sekundært i angrebet. Hans seneste klub var 2. divisionsklubben FC Hjørring, som han skrev en etårig-kontrakt med i august 2006. Han blev efter gensidig aftale imidlertid løst fra sin kontrakt gældende fra årsskiftet 2006/2007.

## Karriere
Lars Michaelsen scorede et officielt mål for Brønshøj Boldklub i 2004-2005 sæsonen, mens et andet mål blev scoret i den annullerede kamp mod Akademisk Boldklub den 13. april 2005.
Den teknisk stærke midtbanespiller skrev under på en kontrakt med 1. divisionsklubben Fremad Amager, men nåede kun at spille en enkelt førsteholdskamp den 2. oktober 2005 mod Nykøbing Falster Alliancen samt 6 kampe og 1 mål på klubbens andethold i Københavnsserien. Således valgte han i sommeren 2006 at skrive kontrakt med FC Hjørring, hvor han skrev under på en aftale frem til sommeren 2007. Han blev efter gensidig aftale imidlertid løst fra sin kontrakt gældende fra årsskiftet 2006/2007, da Lars Michaelsen ikke faldt til.